# Kvarnselet (Råneå socken, Norrbotten)
Kvarnselet är en sjö i Luleå kommun i Norrbotten och ingår i Vitåns huvudavrinningsområde. Sjön har en area på 0,305 kvadratkilometer och ligger 134,8 meter över havet. Sjön avvattnas av vattendraget Vitån.

## Delavrinningsområde
Kvarnselet ingår i det delavrinningsområde (735182-179015) som SMHI kallar för Utloppet av Kvarnselet. Medelhöjden är 139 meter över havet och ytan är 1,91 kvadratkilometer. Räknas de 12 avrinningsområdena uppströms in blir den ackumulerade arean 271,05 kvadratkilometer. Avrinningsområdets utflöde Vitån mynnar i havet. Avrinningsområdet består mestadels av skog (46 procent) och sankmarker (15 procent). Avrinningsområdet har 0,3 kvadratkilometer vattenytor vilket ger det en sjöprocent på 15,8 procent.